# اچ‌ام‌اس برویک (اف۱۱۵)
اچ‌ام‌اس برویک (اف۱۱۵) (به انگلیسی: HMS Berwick (F115)) یک کشتی بود که طول آن 112.8m بود. این کشتی در سال ۱۹۶۱ ساخته شد.